# Ounila-Tal

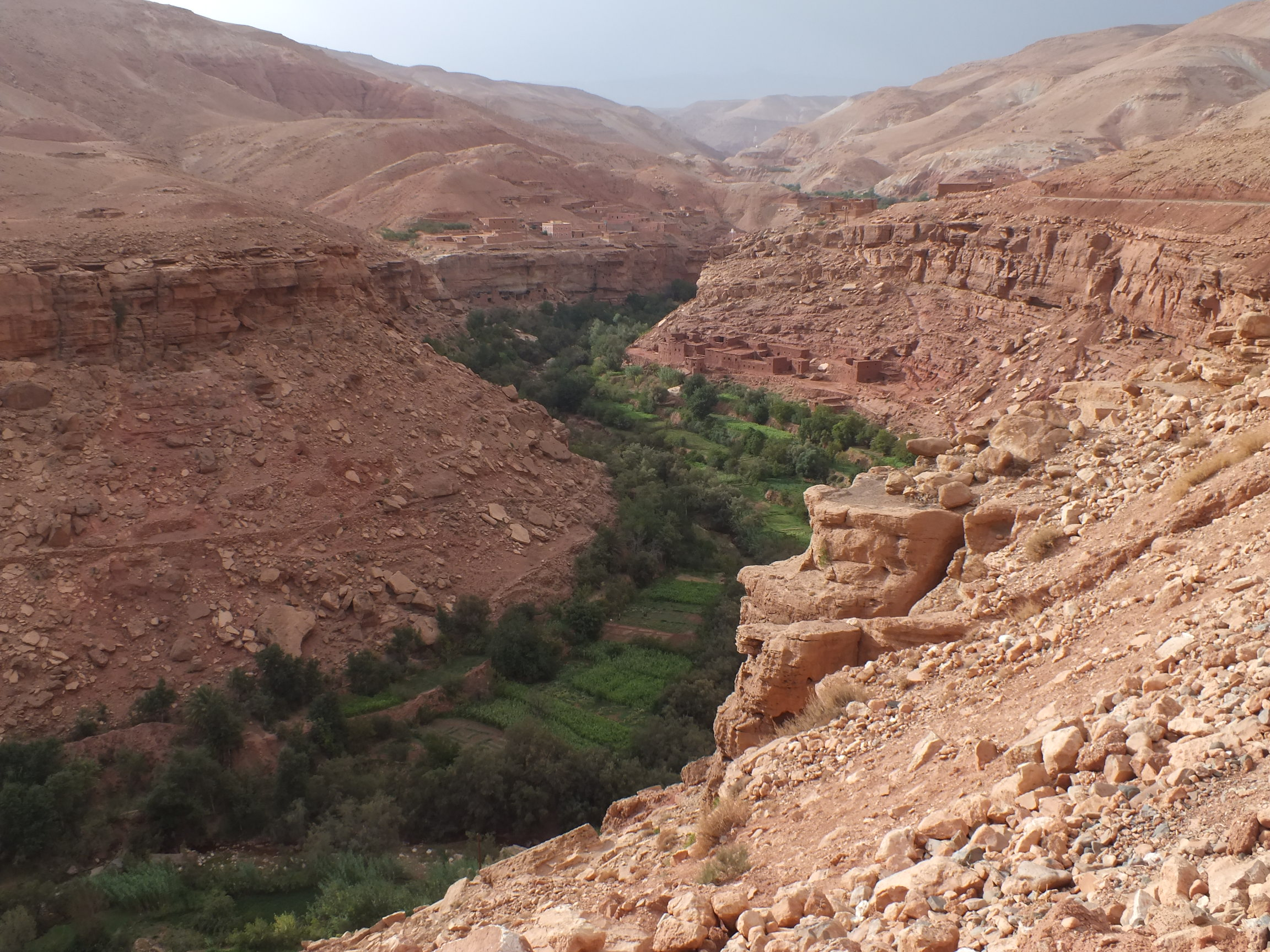
Oasenlandschaft im Ounila-Tal

Das Ounila-Tal in der Provinz Ouarzazate in der Region Drâa-Tafilalet gehört mit seinen noch teilweise erhaltenen Lehmdörfern der hier ansässigen Berber zu den sehenswerten Landschafts- und Kultureindrücken im Süden Marokkos.

## Lage
Das etwa 50 bis 80 km (Luftlinie) nordwestlich von Ouarzazate gelegene und ca. 30 km lange Ounila-Tal verbindet die häufig von Touristen besuchten Orte Aït-Ben-Haddou (ca. 1300 m) und Telouet (ca. 1800 m). Es hat seinen Namen vom Oued Ounila (Tamazight: Assif Ounila), der als Nebenfluss des Assif Mellah in den Assif n’Tidili entwässert. Er führt jedoch nur in den Wintermonaten und im zeitigen Frühjahr Wasser; die übrige Zeit des Jahres fällt er aufgrund der geringen Niederschläge (knapp 200 mm/Jahr) trocken. Die früher einspurige Piste (P-1506) an den Berghängen entlang des Flusses wurde in den Jahren 2011/12 zu einer gut befahrbaren Asphaltstraße ausgebaut.

## Dörfer
Wichtigste Dörfer im von Palmenoasen und kleinen Parzellen gesäumten Ounila-Tal sind Tamdakht und Tazleft; am nördlichen Talausgang liegen Anguelz und Anemiter. Letzterer Ort wurde in den 1920er und 1930er Jahren mehrfach von Jacques Majorelle und anderen gemalt; hier stehen noch die Überreste zweier Wohnburgen (tighremts), aber auch sonst ist das Dorf recht ursprünglich geblieben – gleiches gilt für Ouahsous.

## Besuch
Das Tal ist heute leicht von Marrakesch oder von Ouarzazate aus zu erreichen. Von regionalen Veranstaltern werden oft Tagestouren in Verbindung mit der Besichtigung von Aït-Ben-Haddou und Telouet angeboten. In einigen Dörfern des Tals gibt es inzwischen auch einfache Café-Restaurants und Übernachtungsmöglichkeiten.

## Sehenswürdigkeiten
In den Seitentälern des Ounila-Tals gibt es vereinzelt in den bröseligen Fels hineingetriebene Höhlenspeicher (tazaght, Pl. tazaghin), die – vergleichbar den andernorts erbauten Agadiren – den Bewohnern als Lagerräume oder auch als Schutzräume dienten.